# Образование в Боснии и Герцеговине

## Образование во время гражданской войны
В 1990—1991 в школах страны обучались 720 тыс. человек. В первой половине 1990-х годов в результате военных действий сильно пострадали учебные заведения. С возвращением к мирной жизни правительство в первую очередь занялось восстановлением системы народного образования.

## Образование на современном этапе
Трёхступенчатая система образования в Боснии и Герцеговине представлена:
- дошкольными учреждениями — посещают дети в возрасте от 3 до 7 лет.
- базовыми обязательными школами — в стране введено обязательное 8-летнее образование

Существуют школы для детей 7—11 лет и для детей 11—15 лет.
По окончании базовой школы подростки (15—19 лет) могут продолжить обучение в:
- общих 4-летних средних школах (гимназиях);
- специальных 4-летних средних школах (педагогических, художественных, музыкальных, религиозных, технических);
- 3-летних профессионально-технических школах.

Выпускники средней школы для получения высшего образования по результатам вступительных экзаменов могут поступить в:
- университеты (как государственные, так и частные), расположенные в Сараеве, Баня-Луке, Мостаре, Биелине и Тузле;
- академии, в том числе 2-летние педагогические в Зенице и Бихаче (специализируются на подготовке воспитателей детских садов и учителей базовых и средних школ).

По окончании вуза выпускник получает диплом о высшем образовании:
- 1-й степени (2—3-летнее обучение);
- 2-й степени о профессиональном образовании в области разных наук и искусств (4—5-летний курс обучения);
- 3-й степени (магистра с подготовкой исследовательского проекта);
- 4-й степени (доктора с защитой диссертации).

В Социалистической Республике Босния и Герцеговина в 1966 году была создана Академия наук. Функционируют несколько научно-исследовательских институтов, в том числе Восточный институт и Балканский институт.